# Joseph Beattie Armstrong
Joseph Beattie Armstrong (* 1850 in Whitehaven, England; † 26. Januar 1926 in Christchurch, Neuseeland) war ein neuseeländischer Botaniker. Sein offizielles botanisches Autorenkürzel lautet „J.B. Armstr.“; früher war auch die Abkürzung „J. Armstr.“ in Gebrauch.

## Leben und Wirken
Joseph Beattie Armstrong war der Sohn des im nordwestlichen England lebenden John Francis Armstrong (1820–1902) und der geborenen Ann Bowman.
Armstrong lebte ab 1862 in Neuseeland. Er war Gartendirektor in Christchurch. Armstrong starb am 26. Januar 1926 im Krankenhaus von Christchurch. Er ist im Linwood Cemetery begraben.

## Werke
Armstrong veröffentlichte mehrere Werke über neuseeländische Pflanzen, unter anderem in der Zeitschrift Transactions of the New Zealand Institute (1870, 1872, 1888).